# Newt Gingrich
Newton "Newt" Leroy Gingrich (født Newton Leroy McPherson 17. juni 1943 i Harrisburg, Pennsylvania) er en amerikansk politiker fra Republikanerne, der var formand (speaker) for Repræsentanternes Hus fra 1995 til 1999 og repræsenterede dermed oppositionen mod Bill Clintons regering udadtil. 
Han blev uddannet i historie fra Emory University i 1965 og blev PhD i europæisk historie fra Tulane University i 1971. Han underviste efterfølgende i historie ved West Georgia College. Han blev i 1995 kåret til Årets person af nyhedsmagasinet Time.

## Politisk karriere

### Kongressen
Gingrich blev valgt til Kongressen i 1978 for det sydlige Georgia og blev genvalgt i alt ti gange, de fleste gange uden hård modstand. Da Dick Cheney blev udnævnt til forsvarsminister i 1989 overtog Gingrich embedet som næstformand (minority whip) for det repubulikanske mindretal. Op til valget i 1994 lancerede Gingrich sin "Kontrakt med Amerika", der lovede reformer af velfærdssystemet, en ny og hård linje mod kriminalitet og et statsbudget i balance. Det blev en succes, og Republikanerne fik flertal i Repræsentanternes Hus for første gang siden 1954.
I 1995 overtog Gingrich posten som speaker. Mange af punkterne i kontrakterne blev vedtaget, trods voldsom kritik fra Bill Clinton og Demokraterne. Resten af Clintons præsidentperiode blev vanskelig for regeringen, idet Republikanerne både havde flertal i Repræsentanternes Hus og Senatet og således blokerede for mange budgetforslag. Valget i 1998 blev imidlertid en skuffelse for Republikanerne. Gingrich havde før valget faret hårdt frem mod Clinton på grund af den såkaldte Lewinsky-skandale. De fleste troede på republikansk fremgang, men da partiet endte med at tabe fem mandater, blev presset mod Gingrich stort og han valgte derfor at trække sig som leder og medlem af Repræsentanternes Hus. Siden har han fungeret som politisk analytiker og rådgiver, ligesom han har skrevet flere bøger om politik og historie, herunder historisk fiktion. Han har desuden etableret den uafhængige tænketank American Solutions. 

### Præsidentkampagne 2012
Newt Gingrich var blandt republikanernes præsidentkandidater frem mod det amerikanske præsidentvalg 2012. Efter de indledende primærvalg ansås Gingrich for den største udfordrer til Mitt Romney.

## = Eksterne henvisninger
- Wikimedia Commons har flere filer relateret til Newt Gingrich 
=
- "Blå bog: Newt Gingrich" Arkiveret 4. marts 2016 hos  Wayback Machine jv.dk, 20. januar 2012